# 마이크로공학
마이크로공학, 마이크로기술, 마이크로테크놀로지(Microtechnology)는 1마이크로미터(100만분의 1미터, 10-6미터 또는 1μm) 정도의 크기를 갖는 테크놀로지이다. 이는 물리적, 화학적 공정뿐만 아니라 1마이크로미터 크기의 구조물을 생산하거나 조작하는 데 중점을 둔다.

## 마이크로 단계에서 만들어지는 품목
- 일렉트로닉스
  - 철사
  - 저항기
  - 트랜지스터
  - 진공관
  - 다이오드
  - 센서
  - 축전기
- 기계
  - 전동기
  - 톱니바퀴
  - 지레
  - 베어링
  - 경첩
- 유제공학
  - 밸브
  - 장효과 트랜지스터
  - 펌프
  - 터빈